# 王憲 (弘治進士)
王憲（1467年—1537年），字維綱，號荊山，山東兗州府東平州（今山东省泰安市东平县）人，明朝政治人物。弘治庚戌進士，官至兵部尚書。

## 生平
弘治二年（1489年）己酉科山東鄉試第十一名舉人，三年（1490年）庚戌科進士。歷任阜平縣、滑縣知縣，九年六月選授江西道試御史，十年八月實授，十二年巡按陝西。正德二年（1507年）十月，升任大理寺右寺丞，三年五月轉左寺丞，十二月再升都察院右僉都御史，清理甘肅屯田，改甘肅巡撫。五年入為太僕寺少卿，六月接替王彥奇任右副都御史、遼東巡撫，丁忧归。服阕，八年十一月改任撫治鄖陽，九年八月关陕凶荒，饥民流徙，改驻汉中等处，以安抚流民。十一月调任大同巡撫，后因應州抵禦戰功，而蔭子王汝成为錦衣衛世袭百戶。十一年（1516年）十月以病乞致仕，不许，寻升为户部右侍郎兼都察院左佥都御史、巡抚陕西，十二年三月入為兵部左侍郎。十三年五月，兼左佥都御史、提督军务，与提督太监张忠、左都督朱泰率团营兵二千人，平定涿州至芦沟桥近畿盜亂。明武宗南巡時，命其督理軍儲。正德十六年正月代替王瓊為兵部尚書、提督团營。
明世宗即位，王憲被給事中史道彈劾後，自請去職。嘉靖四年（1525年）十二月，朝廷舉薦鄧璋及王憲為陝西三邊總制兵部尚書，為言官所反對，世宗仍然堅持使用王憲。王憲為部將王宰、史經接連擊敗寇亂。此後他又率領總兵官鄭卿、杭雄、趙瑛、都指揮卜雲等分據要害擊退吉囊數萬騎兵，加太子太保銜。因張孚敬、桂萼排擠，由王瓊接任三邊總制，嘉靖七年（1528年）二月改任南京兵部尚書。嘉靖八年（1529年）八月改任都察院左都御史，太子太保如故。當時朔州告急，十二月朝廷舉薦其擔任宣大總督，王憲嚴詞拒絕，而被都給事中夏言、趙廷瑞彈劾罷免歸鄉。
嘉靖十年（1531年）十一月，世宗仍然追念其功，召為兵部尚書，并抵禦蒙古入侵。十一年九月加柱国光禄大夫，提督团营，其負責京營操練，并裁減軍功冒領者。大同發生兵變，王憲最初主張“首亂當誅，餘宜散遣”，而大學士張孚敬與總督劉源清力主用兵，王憲於是不敢堅持此前議論。但劉源清久攻不下，而北寇又內侵，於是請求令派大將抵禦北方寇亂，而自己專以進攻大同。王憲批准其奏，因而招致大量言論反對。此時世宗醒悟大同是重鎮，不宜破壞，於是罷兵，叛亂遂平。劉源清得罪離去。幾年后，王憲数次上疏請求致仕，嘉靖十四年三月被许，令馳驿歸鄉。嘉靖十六年卒于家，十月賜祭葬，贈少保，諡康毅。

## 家族
曾祖王敬祖；祖父王海；父王智，母胡氏。具慶下。弟志、忞、思。第五子王汝孝，巡撫順天右副都御史。

## 延伸阅读
[在维基数据编辑]
 《明史卷一百九十九》，出自《明史》
 《國朝獻徵錄·卷之三十九》，出自焦竑《國朝獻徵錄》